# Ymir (vệ tinh)
Ymir /ˈiːmɪər/ hoặc Saturn XIX, là một vệ tinh dị hình chuyển động nghịch hành của Sao Thổ. Nó được Brett J. Gladman cùng các cộng sự phát hiện vào năm 2000, và được đặt tên tạm thời là S/2000 S 1. Nó được đặt tên vào tháng 8 năm 2003, từ thần thoại Bắc Âu, nơi Ymir là tổ tiên của tất cả các Jotun hoặc người khổng lồ băng giá.
Trong số các vệ tinh có chu kỳ quỹ đạo trên 3 năm của Sao Thổ thì Ymir là lớn nhất, có đường kính khoảng 18 kilômét (11 dặm). Phải mất 3,6 năm Trái Đất để nó hoàn thành một vòng quỹ đạo quanh Sao Thổ.